# Yves Sautier
Yves-Marie Sautier, né le 20 janvier 1921 à Thonon-les-Bains (Chablais savoyard-Haute-Savoie) et mort le 6 novembre 2016, est un médecin et un homme politique français.

## Biographie
Il est élu député du CDS/UDF de la 2e circonscription de la Haute-Savoie, le 21 juin 1981. Il succède à Georges Pianta.
Parallèlement, il est adjoint au maire de Thonon-les-Bains, conseiller général et conseiller régional.
Il est à l'origine avec d'autres notables savoyards, l'écrivain chambérien Henry Planche, Guy Saultier (son cousin) et le directeur d'une coopérative agricole Paul Reboton, de la création du Club des Savoyards de Savoie, le 29 septembre 1965,. Deux ans plus tard, il est écarté, lors d'une élection interne, du conseil d'administration, face à Marius Hudry.

## Annexe